# میشرا داتو نیگام
میشرا داتو نیگام (انگلیسی: Mishra Dhatu Nigam) شرکت متالوژی هندی است، که در سال ۱۹۷۳ تأسیس شد.